# Rudolf van Zantwijk
Rudolf Alexander Marinus van Zantwijk (Ámsterdam, 18 de abril de 1932 - Harderwijk, 2 de octubre de 2021) fue un antropólogo y mexicanista neerlandés. Ha contribuido al conocimiento sobre los aztecas y la lengua náhuatl.

## Biografía
Van Zantwijk era el único hijo de Marinus van Zantwijk y Anna Maria Catharina Bremer. De 1951 a 1960 estudió ciencias políticas y sociales en la Universidad de Ámsterdam y aprendió español y náhuatl. Después de obtener su primer título universitario en 1957, se instaló en Milpa Alta, hogar de la comunidad de habla náhuatl más grande de la Ciudad de México. Allí perfeccionó su conocimiento del náhuatl hablado y escrito.  Miguel León-Portilla, con quien van Zantwijk mantuvo correspondencia en náhuatl, lo llamó El Holántecatl (en náhuatl "el holandés").
Terminó su maestría en 1960 con una tesis sobre la población indígena de Milpa Alta, que luego fue publicada por el Instituto Real de los Trópicos. En noviembre de 1960 UNESCO lo envió como experto a México, donde trabajó tres años en el Centro de Cooperación Regional para la Educación de Adultos en América Latina y El Caribe (CREFAL) en Pátzcuaro hasta noviembre de 1963. En este tiempo realizó la investigación que culminó con la tesis de doctorado Lastdragers en Hoofden que presentó en 1965.
De regreso en Países Bajos, la Reina Juliana se preparaba para su visita de Estado a México de 1964 y solicitó asesoría de van Zantwijk.
En 1965 murió su padre y van Zantwijk se vio obligado a hacerse cargo de la dirección de la empresa familiar Brezan, un mayorista de repuestos para automóviles y equipamiento de taller. Brezan, abreviatura de Bremer y Zantwijk, fue fundada por sus padres en 1928.
Van Zantwijk logró combinar sus actividades como empresario con el trabajo académico.  En 1965 se cambió al Centro de Estudios y Documentación para América Latina (CEDLA) de la Universidad de Ámsterdam como investigador. De 1968 a 1971 fue director de ese centro de estudios. En 1971 fue nombrado profesor extraordinario de estudios latinoamericanos en la Universidad de Ámsterdam.
Desde 1987 hasta su jubilación en 1997, van Zantwijk fue profesor especial de Antropología y Etnohistoria de los Pueblos Amerindios de América Latina en la Universidad de Utrecht.En 1995 Van Zantwijk dio la conferencia Van der Leeuw junto con Carlos Fuentes sobre el tema 'Literatura e Historia: La epopeya de la conquista de México'.
En 1997, Van Zantwijk recibió la Orden del Águila Azteca. En 2011 se convirtió en miembro de la Academia Mexicana de la Historia como corresponsal internacional.
En 2018 se publicó la obra póstuma de Concepción Flores Arce, cronista de Milpa Alta y amigo de van Zantwijk desde 1957. La traducción del español al náhuatl y un prólogo son de van Zantwijk.

## Principales publicaciones
- Los indígenas de Milpa Alta: herederos de los Aztecas (Ámsterdam, 1960)[9]
- Lastdragers en Hoofden: de sociale en culturele eigenheid van een Taraskische gemeenschap (Ámsterdam, 1965). Este trabajo fue publicado en español con el título:
  - Los servidores de los santos: la identidad social y cultural de una comunidad tarasca en México (Ciudad de México, Instituto Nacional Indigenista, Secretaría de Educación Pública, 1974)

- Anales de Tula (códice pictográfico del siglo 16, con explicación de Van Zantwijk, reproducido por Akademische Druck und Verlagsanstalt, Graz, 1979),[10][11]
- The Aztec arrangement: the social history of pre-Spanish Mexico (Norman: University of Oklahoma Press, 1985). Con una introducción a cargo de Miguel Leon-Portilla.